# كاليس (فيرمونت)
كاليس (بالإنجليزية: Calais, Vermont)‏ هي بلدة تقع بولاية فيرمونت في الولايات المتحدة. تبلغ مساحتها 99.9 (كم²)، وترتفع عن سطح البحر 338 م، بلغ عدد سكانها 1607 نسمة في عام 2010 حسب إحصاء مكتب تعداد الولايات المتحدة .

## وصلات خارجية
- www.calaisvermont.gov
- The US50 - Cities and Towns in Vermont State
- Vermont Cities and Towns, Facts, Map, Flag, Colleges, Government, and More